# Chór Uniwersytetu Medycznego w Białymstoku
Chór Uniwersytetu Medycznego w Białymstoku – chór działający od 1951 roku przy Uniwersytecie Medycznym w Białymstoku. Śpiewają w nim studenci i absolwenci UMB. Od czerwca 2017 roku jego kierownikiem artystycznym i dyrygentem jest Anna Moniuszko z Uniwersytetu Muzycznego Fryderyka Chopina.

## Historia
Chór UMB jest jednym z najstarszych chórów akademickich w Polsce. Został utworzony w roku 1951 z inicjatywy studentów, entuzjastów śpiewu. Siedzibą Zespołu od samego początku jest barokowy Pałac Branickich, często nazywany „Wersalem Północy”. Tradycyjnym miejscem prób i spotkań chóralnych jest Aula Magna, sala wyjątkowa, o wspaniałych walorach akustycznych.
Zespół należy do kategorii chórów mieszanych, którego repertuar obejmuje utwory sakralne i świeckie od epoki renesansu po prawykonania dzieł kompozytorów współczesnych. Chór wykonuje również dzieła oratoryjne i operowe, koncertując z zespołami symfonicznymi i kameralnymi zarówno z Polski jak i zagranicy. Od lat 70. regularnie współpracuje z Orkiestrą Opery i Filharmonii Podlaskiej. Występował również z towarzyszeniem orkiestr Filharmonii Szczecińskiej, Kieleckiej, Lubelskiej, Uniwersytetu Muzycznego F. Chopina w Warszawie, Uniwersytetu w Louvain w Belgii, a także z Orchestre de Chambre de Geneve, Orkiestrą Symfoniczną Vita et Musica, Aarhus Symphony Orchestra (DK).
W swojej wieloletniej historii białostoccy medycy uczestniczyli w licznych, prestiżowych konkursach oraz festiwalach, zdobywając szereg nagród i wyróżnień. Koncertowali w wielu krajach europejskich: Austrii, Belgii, Bułgarii, Czechach, Danii, Francji, Grecji, Hiszpanii, Holandii, Irlandii, Litwie, Niemczech, Portugalii, Słowacji, Szwajcarii, Węgrzech, Wielkiej Brytanii, Włoszech oraz Watykanie, gdzie dostąpili zaszczytu oprawy muzycznej mszy świętej w bazylice św. Piotra. Jako jedyny chór z Polski brali też udział w obchodach 50. rocznicy powstania Państwa Izrael.
Zespół dokonał nagrań archiwalnych dla II Programu Polskiego Radia, jak również Radia Belgijskiego (RTBF), Duńskiego, Francuskiego, Irlandzkiego oraz Telewizji Polskiej i Telewizji Belgijskiej. W ramach działalności fundacji Ars Medica pro Humanitate (1990) została wydana na płycie Msza Es-dur „Wielka” F. Schuberta z towarzyszeniem Belgian Medical Orchestra. W 2006 chór uczestniczył w transgranicznym projekcie Łączy nas Puszcza i Pieśń w Białowieży i Kamieńcu na Białorusi, podczas którego została nagrany album z pieśniami Feliksa Nowowiejskiego oraz Romualda Twardowskiego inspirowanymi Puszczą Białowieską. W roku 2011, w ramach obchodów Jubileuszu 60-lecia działalności Uniwersytetu Medycznego w Białymstoku, została wydana płyta CD Musica pro anima zawierająca Magnificat A. Vivaldiego z udziałem Zespołu Instrumentów Dawnych.
Od współpracy z Chórem UMB zaczynali swoje kariery uznani dzisiaj soliści: Agnieszka Zwierko, Małgorzata Walewska, Adam Zdunikowski i Robert Gierlach.

## Dyrygenci
- Janusz Barburski			1951–1953
- Witold Koczyński                      1953–1955
- Stefan Sobierajski                    1955–1956
- Wacław Geiger 			1961–1963
- Jan Kulaszewicz			1963
- Mieczysław Szymański			1964–1965
- Józef Siebert				1965–1968
- Zofia Hamerlak-Gładyszewska		1968–1974
- Roman Zieliński			1974–1979
- Zbigniew Szablewski			1979–1981
- Maciej Jaśkiewicz			1981
- Roman Zieliński			1981–1985
- Andrzej Banasiewicz			1985–1991
- Bożenna Sawicka			1991–2017
- Anna Moniuszko			od czerwca 2017

## Najważniejsze osiągnięcia Chóru UMB
- 2018
  - V Międzynarodowy Konkurs i Festiwal Chóralny Królowej Adriatyku/Queen of Adriatic Sea - Złoty Dyplom; Srebrny Medal w Grand Prix; Nagroda dla Najlepszego Dyrygenta - dr hab. Anna Moniuszko[1]
  - V Międzynarodowy Konkurs Chóralny Muzyki Sakralnej "Carmen Fidei" - Grand Prix Konkursu; Złoty Dyplom w kategorii chórów akademickich; Nagroda Specjalna za najlepsze wykonanie utworu polskiego kompozytora; Nagroda dla Najlepszego Dyrygenta - dr hab. Anna Moniuszko[2]
- 2016 – VI Międzynarodowy Festiwal i Konkurs Muzyki Chóralnej "Šiauliai Cantat" (Litwa) – Złoty Dyplom[3]
- 2015 – Międzynarodowy Festiwal i Konkurs Muzyki Chóralnej "Slovakia Cantat" (Słowacja) – Złoty Dyplom w dwóch kategoriach; Nagrodę dla Najlepszego Dyrygenta otrzymała dr Anna Moniuszko[4]
- 2014 – IV Międzynarodowy Festiwal i Konkurs Muzyki Chóralnej "Kaunas Cantat" (Litwa) – Złoty Dyplom w dwóch kategoriach[5]
- 2013
  - III Międzynarodowy Wrocławski Festiwal Chóralny „VRATISLAVIA SACRA” – I miejsce
  - Międzynarodowy Konkurs Chóralny Rimini (Włochy) – Srebrny Dyplom[6]
- 2008 – XXVI Międzynarodowy Festiwal Chóralny w Prevezie (Grecja) – I miejsce; Nagrodę dla Najlepszego Dyrygenta otrzymała Anna Moniuszko
- 2007 – X Łódzki Festiwal Chóralny „Cantio Lodziensis” – I miejsce
- 2006 – 41 Międzynarodowy Festiwal Pieśni Chóralnej w Międzyzdrojach – I Nagroda – Złoty Dyplom; Główna Nagroda Musica Sacra i Bursztynowa Aureola Św. Piotra Apostoła; Nagrodę dla Najlepszego Dyrygenta otrzymała prof. Bożenna Sawicka
- 2005 – 51 Międzynarodowy Festiwal Chóralny w Cork (Irlandia) – Nagroda Specjalna za najlepsze wykonanie utworu H. Schütza
- 2004
  - III Międzynarodowy Festiwal Muzyki Chóralnej im. Feliksa Nowowiejskiego w Barczewie – Grand Prix oraz Nagroda Specjalna za najlepszą technikę wokalną
  - Nagroda Ministra Kultury RP za osiągnięcia artystyczne w 2003 roku
  - X Ogólnopolski Festiwal Kolęd i Pastorałek w Będzinie – I Nagroda i Nagroda Specjalna za najlepsze wykonanie kolędy tradycyjnej
- 2003
  - X Międzynarodowy Konkurs w Neuchâtel (Szwajcaria) – II Nagroda (I miejsca nie przyznano) oraz Nagroda Specjalna Novum Castellum za najlepsze wykonanie utworu obowiązkowego Veni Knuta Nystedta
  - XXVII Międzynarodowy Konkurs w Warnie (Bułgaria) – Nagroda Specjalna za wykonanie utworu Ave Maria Pawła Łukaszewskiego
  - I Ogólnopolski Konkurs Pieśni Pasyjnej w Bydgoszczy – I Nagroda w kategorii chórów świeckich oraz GRAND PRIX Konkursu
- 2000 – Spotkanie z Ojcem Świętym Janem Pawłem II podczas Audiencji Generalnej na Placu Św. Piotra w Watykanie
- 1999 – zespół reprezentował Polskę na XVIII Światowym Festiwalu Chórów ZIMRYIA w Jerozolimie, uczestnicząc jednocześnie w jubileuszu 50-lecia istnienia państwa Izrael
- 1998 – Łódzki Festiwal Chóralny „Cantio Lodziensis” – Nagroda Główna im. H. Karlińskiego w kategorii chórów studenckich oraz Nagroda Specjalna za najlepsze wykonanie dzieła współczesnego kompozytora polskiego
- 1996 – XV Międzynarodowy Festiwal Muzyki Cerkiewnej „Hajnówka” – I Nagroda
- 1994 – Międzynarodowy Festiwal Chóralny Europa Cantat'12 w Herning (Dania) – prawykonanie światowe Cada Canción Arne Nord heima z Aarchus Symphony Orchestra
- 1993 – XII Międzynarodowy Festiwal Muzyki Cerkiewnej „Hajnówka” – I Nagroda
- 1992 – Ogólnopolski Turniej Chórów „Legnica Cantat” – Nagroda Specjalna
- 1979 – Festiwal Pieśni o Ojczyźnie w Kraśniku – Grand Prix
- 1975 – Nagroda i Dyplom Honorowy Ministra Kultury i Sztuki za wybitne osiągnięcia w upowszechnianiu kultury
- 1973 – XX Międzynarodowy Festiwalu Chórów i Zespołów Folklorystycznych w Cork (Irlandia) – II Nagroda i Nagroda Publiczności